# Lente de contacto

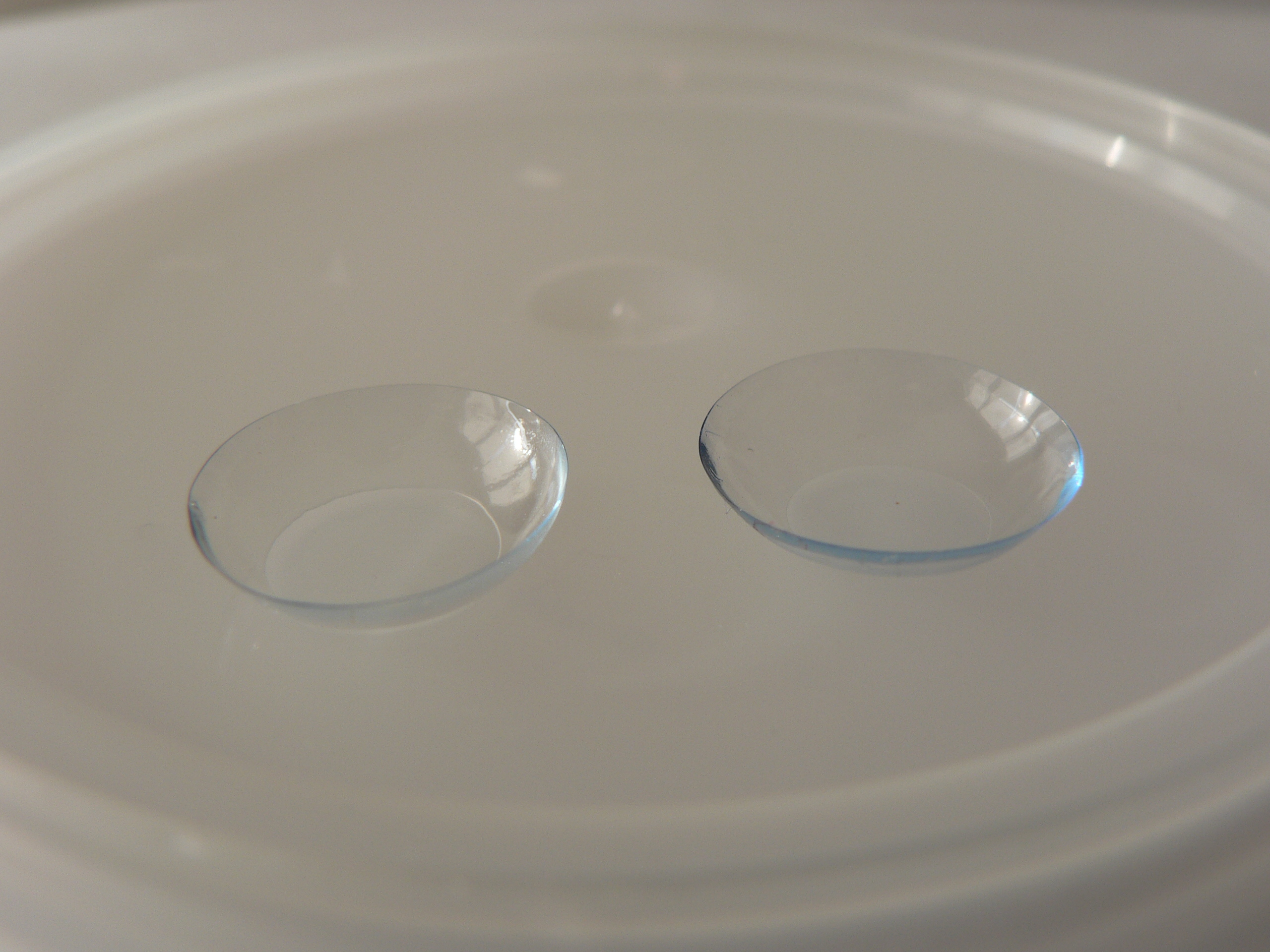
Um par de lentes de contato, posicionadas com o lado côncavo para cima.

Uma lente de contato (português brasileiro) ou lente de contacto (português europeu) é uma lente oftálmica corretiva, cosmética, corretivo-cosmética ou terapêutica utilizada sobre a córnea do olho. As lentes de contato modernas foram inventadas pelo químico checo Otto Wichterle, que também inventou o primeiro gel usado para a produção das lentes.
As lentes de contato geralmente servem para a mesma proposta corretiva que os óculos convencionais, porém elas são mais leves e visualmente invisíveis. Fora que as lentes de contato corrigem a miopia com 5% a mais de eficácia comparada aos óculos convencionais.Muitas lentes comerciais são tingidas com um azul fraco para torná-las mais visíveis quando estiverem imersas em soluções de conservação ou limpeza. As lentes cosméticas e as corretivo-cosméticas são coloridas propositalmente de modo que alteram a aparência do olho.
Estima-se que cerca de 125 milhões de pessoas no mundo usem lentes de contato (2% da população mundial), incluindo 28 a 38 milhões nos Estados Unidos e 13 milhões no Japão. Os tipos de lentes usadas e prescritas variam consideravelmente entre os países, com as lentes de contato rígidas representando cerca de 20% das lentes prescritas no Japão, Holanda e Alemanha, porém representando menos de 5% das prescritas na Escandinávia.
As pessoas escolhem usar lentes de contato por diversas razões. Muitos consideram que sua aparência fica mais atraente com o uso de lentes de contato, em comparação com os óculos. As lentes de contato são menos afetadas pelo clima úmido, não embaçam e proporcionam um campo de visão mais amplo. Elas são mais adequadas para diversas atividades esportivas. Adicionalmente, condições oftalmológicas como a ceratocone e aniseiconia podem não ser precisamente corrigidas com o uso de óculos.

## História

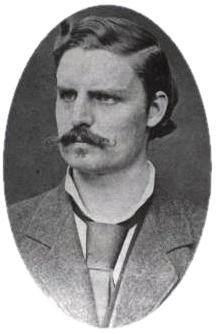
Em 1887, Adolf Fick foi aparentemente a primeira pessoa a utilizar com sucesso lentes de contacto, que eram feitas de vidro marrom.

A ideia de aplicar lentes corretivas diretamente na superfície do olho foi proposta pela primeira vez em 1508 por Leonardo da Vinci, e ideias similares surgiram de René Descartes em 1636, mas foi somente em 1887 que o fisiologista alemão Adolf Eugen Fick construiu as primeiras lentes de contato.

## Tipos
As lentes de contato são classificadas em diferentes maneiras.

### Por função

#### Lentes de contato corretivas
Servem para corrigir erros de refração, como por exemplo, miopia.

#### Lentes de contato cosméticas
Servem para colorir a superfície dos olhos, também podem dar formas diversas à pupila.

#### Lentes de contato corretivo-cosméticas
Têm ao mesmo tempo as funções corretiva e cosmética.

#### Lentes de contato terapêuticas
Servem para tratar distúrbios não-refrativos do olho.
Costuma ser usado após cirurgias corretivas, como LASIK, PRK e PTK.

### Por material
Existem diversos tipos de lentes de contato, entre elas estão as rígidas e as gelatinosas.
As lentes rígidas podem ser acrílicas (não permeáveis ao oxigênio), as gás permeáveis e híbridas. As lentes gás permeáveis são feitas de combinações de polímeros de polimetilmetacrilato com polímeros de silicone e fluor. As lentes híbridas podem ser de dois tipos, de centro rígido e uma zona periférica gelatinosa e também toda a lente rígida mas envolta em uma película gelatinosa em volta de toda a lente.
As lentes de contato gelatinosas são recomendadas para quem está se adaptando, pois são mais confortáveis e baratas.
Lentes rígidas esclerais e semi-esclerais são lentes de tamanhos maiores que as lentes corneanas. As lentes de contato rígidas gás permeáveis semi-esclerais e esclerais são utilizadas para fins de correção óptica ou terapêutica e possuem diâmetros maiores e são adaptadas na esclera (porção branca do olho), são geralmente muito confortáveis embora de maior complexidade geométrica. No Brasil somente existe um tipo sendo fabricada atualmente que é a Semi-Scleral Bastos (SSB). Estas lentes tem indicação terapêutica em casos de síndrome de olho seco severo, Síndrome de Stevens-Johnson, Síndrome de Sjögren, entre outras neuropatias da córnea. Outra indicação destas lentes são córneas com grande astigmatismo irregular que requerem correção óptica quando as demais lentes rígidas, gelatinosas ou híbridas não possibilitam uma boa adaptação.

### Por tempo de uso
Uma lente de contato de uso diário, cerca de 10 horas por dia,é projetada para ser removida antes do usuário dormir. Uma lente de contato de uso estendido é projetada para o uso continuo durante a noite, tipicamente durante 6 ou mais noites consecutivas. Novos materiais, como o hidrogel de silicone, permitem até mesmo períodos de uso maiores, até 30 noites consecutivas, sendo estas lentes conhecidas como de uso contínuo. Geralmente, as lentes de uso estendido são descartadas após o tempo de duração especificado. Estas lentes estão ficando cada vez mais populares, devido à sua conveniência. As lentes de contato de uso estendido e uso contínuo podem ser usadas por períodos tão longos pois elas possuem uma alta permeabilidade ao oxigênio (tipicamente 5-6 vezes maiores que as lentes soft tradicionais), o que as permitem ficar no olho sem causar problemas de saúde.
Os usuários de lentes de contato de uso estendido podem ter um risco aumentado de infecções e úlcera de córnea, principalmente devido ao cuidado precário, má limpeza, instabilidade do filme lacrimal e estagnação de bactérias. A neovascularização da córnea tem historicamente sido uma complicação comum das lentes de uso estendido, embora isso não aparente ser um problema com as lentes de silicone hidrogel de uso estendido. A complicação mais comum das lentes de uso estendido é a conjutivite, geralmente alérgica ou conjuntivite papilar gigante, às vezes associada com a má acomodação das lentes de contato.
É sempre recomendado conversar com seu oftalmologista, para que ele determine se pode ou não usar as lentes de contato por longos períodos. Mesmo que possa usar, você é obrigado a lavar as lentes de contato periodicamente, ou causará sérios problemas aos olhos.

### Por desenho
As lentes rígidas podem ter desenhos esféricos,asféricos e tóricos ( Astigmatismo ), sendo que as lentes rígidas asféricas proporcionam um melhor alinhamento da lente junto a córnea, proporcionando maior conforto, estabilidade e saúde ocular. As lentes rígidas são também utilizadas para patologias como ceratocone e para adaptações de lentes de contato pós transplante de córnea e pós cirurgia refrativa, quando os resultados destas cirurgias não são os esperados.
Segundo alguns especialistas, as lentes rígidas gás permeáveis são as únicas que podem ser indicadas sempre que houver indicação de lentes de contato, por serem as que melhor oferecem o oxigênio e a devida lubrificação da córnea, principalmente se forem de desenhos asféricos

## Principais complicações
Pálpebra:
- Ptose

Conjuntiva:
- Dermatite de contato
- Conjuntivite papilar gigante
- Ceratoconjuntivite límbica superior

Córnea:
- Epitélio
  - Abrasão de córnea
  - Erosão de córnea
  - Úlcera de córnea
  - Hipóxia
- Estroma
  - Infecção e ceratite

- Bactérias
- Protozoários: Acanthamoeba
- Fungos: Fusarium

- Olho vermelho por lente de contato
- Ceratocone

- Endotélio